# 2 Batalion Grenadierów
2 Batalion Grenadierów (2 bg) – pododdział piechoty 1 Brygady Grenadierów Polskich Sił Zbrojnych.

## Historia, formowanie i zmiany organizacyjne
Batalion istniał początkowo jako 2 batalion strzelców 1 Samodzielnej Brygady Strzelców, a następnie od jesieni 1943 jako skadrowany 2 batalion grenadierów, rozwijanie batalionu rozpoczęto w Szkocji jesienią 1944. Zdolność bojową miał osiągnąć do 1 czerwca 1945. W walkach na froncie nie wziął udziału. Oficerowie wywodzili się z I Korpusu Polskiego oraz 2 pułku grenadierów wielkopolskich z 1 Dywizji Grenadierów a żołnierze w ok. 80% z Polaków przymusowo wcielonych do Wehrmachtu lub Organizacji Todta.
Stacjonował pierwotnie w Forfar, a następnie w Huntly, Brucklay Castle i Forres. Nawiązywał do tradycji 2 Pułku Grenadierów Wielkopolskich im. Bolesława Chrobrego walczącego kampanii francuskiej 1940.
Żołnierze batalionu nazywani byli "Kratkowanymi Lwiątkami".
Formowanie 2 batalionu 1 Brygady Strzelców rozpoczęto w Szkocji latem 1940. Większość kadry i stanu osobowego stanowili żołnierze ewakuowani bądź ci, którzy dostali się na własną rękę z Francji.
Rozkazem Naczelnego Wodza 25 czerwca 1940 roku została powołana do życia 1 Brygada Strzelców. Dowódcą Brygady mianowany został gen. Paszkiewicz, a jego rozkazem z 16 lipca powołano ppłk Chruściela na dowódcę 2 batalionu strzelców. Formowanie pododdziału miało miejsce w okolicach Biggar. W skład tworzącego się batalionu weszła część batalionu Centrum Szkół Piechoty z Coëtquidan oraz nieliczni żołnierze z 8 i 11 pułków piechoty. 23 lipca 1940 ustalone już były stany kompanijne, etaty obsadzone a następnego dnia nastąpiło przemundurowanie i uzbrojenie. Żołnierze w miejsce sfatygowanych mundurów francuskich otrzymali nowe – brytyjskie. 2 bstrz jako pierwszy z polskich oddziałów został skierowany do wykonania pierwszego zadania bojowego. W tym celu 29 lipca został przetransportowany do Killearn. Zadaniem było zabezpieczenie pobliskiego jeziora Loch Lomond przed możliwością lądowania niemieckich hydroplanów, a w wypadku desantu nieprzyjacielskiego miał osłaniać kierunki przypuszczalnych uderzeń na Glasgow i Stirling. Późną jesienią 1 Brygada Strzelców została przeniesiona do hrabstwa Fife w celu obrony tamtego terenu przed możliwą inwazją. 2 batalion rozlokowany został w Cupar. Po kilku miesiącach zmienił 1 batalion ("podhalańczyków") jako osłona lotniska w Leuchars, a miejscem rozlokowania był Tentsmuir. Wiosną 1941 batalion powrócił do Cupar.
W związku z reorganizacją, jesienią 1941, znaczna część żołnierzy przeszła do Brygady Spadochronowej. Nastąpiła zmiana na stanowisku dowódcy batalionu. Pułkownika Chruściela zastąpił major Leśniak. W 1943 (w nowym miejscu rozlokowania – Bridge of Allan) nastąpiła ostatnia zmiana na stanowisku dowódcy batalionu. Dowództwo jednostki objął ppłk Chaszczyński i sprawował je do końca istnienia oddziału. W ramach kolejnej restrukturyzacji wojsk I Korpusu większość żołnierzy batalionu skierowano do 1 Dywizji Pancernej. Po przekazaniu batalionowi sztandaru 2 Pułku Grenadierów Wielkopolskich, formalna nazwa jednostki została zmieniona z 1 Brygada Strzelców na 1 Brygada Grenadierów (koniec 1944). W tymże roku batalion stacjonował w Kelso i Selkirk (4 miesiące).
Jesienią 1944 roku stan liczebny batalionu zaczął się powiększać bo zaczęło przybywać wielu ochotników z terenów wyzwalanej Francji, na początku 1945 skład osobowy uzupełniono znacznie żołnierzami polskiego pochodzenia wziętymi do niewoli z  armii niemieckiej, do której wcześniej zostali przymusowo wcieleni. Batalion wszedł w skład 1 Brygady Grenadierów nowo formowanej 4 Dywizji Piechoty. Z pełnym stanem osobowym batalion został po raz kolejny przeniesiony tym razem do Forfar, gdzie świętowali koniec wojny, Huntly (przez 2 miesiące), Braclay Castle i ostatecznie w końcu 1945 do miasteczka w północnej Szkocji – Forres. Było to ostatnie miejsce jego postoju. Proces demobilizacji jednostki przemianowanej na 101 Unit P.R.C.(Polish Resettlement Corp – Polski Korpus Przysposobienia i Rozmieszczenia) trwał do końca 1947 zaś ostateczne formalne rozwiązanie miało miejsce 31 stycznia 1948.
Chociaż batalion nigdy nie otrzymał okazji walki na froncie, jego członkowie zapisali się chlubnie w czasie walk w różnych innych formacjach do których zostali oddelegowani. Oprócz Dywizji Pancernej i Brygady Spadochronowej, korzystającej z wyszkolonych "Kratkowanych Lwiątek" stanowili oni trzon 1 Samodzielnej Kompanii Commando pod dowództwem kapitana Władysława Smrokowskiego, którzy dzielnie spisali się na szlaku bojowym we Włoszech. Dodatkowo przeszkolono ok. 30 "Cichociemnych" zrzuconych do Polski w tajnych operacjach.
Z racji otrzymania sztandaru (jesień 1944 roku) odziedziczonego po 2 Pułku Grenadierów Wielkopolskich im. Bolesława Chrobrego walczącego we Francji w 1940, 2 batalion grenadierów stał się naturalnym spadkobiercą i kontynuatorem tradycji tej słynnej formacji.

## Orkiestra batalionu

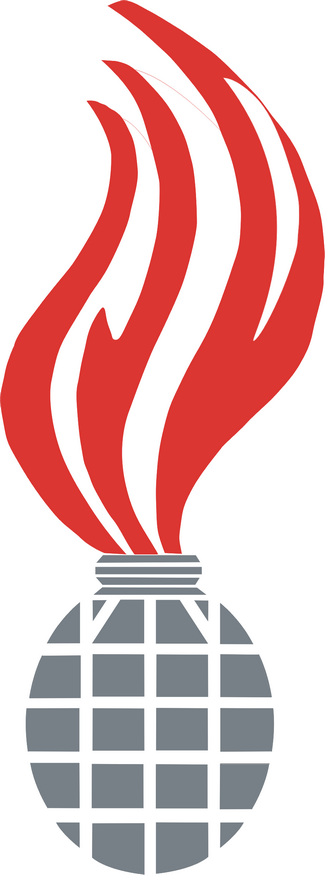
Oznaka rozpoznawcza

Batalion jako pierwszy polski oddział zorganizował unikalną orkiestrę składającą się z dudziarzy. Przy jej dźwiękach odbywały się przemarsze, parady i defilady batalionowe.
Idea posiadania takiej orkiestry została zaszczepiona przez osobę cywilną ze środowiska szkockiego (pani Alexander, która później sfinansowała zakup części instrumentów), a dowódca batalionu ppłk Chaszczyński włożył wiele osobistego zaangażowania, by pomysł zrealizować. Miało to miejsce w 1943 roku podczas postoju w Bridge of Allan. Orkiestrę utworzono z pominięciem formalnych procedur. Wyselekcjonowano grupę uzdolnionych muzycznie kandydatów i wysłano do zamku w Edynburgu w 1944 roku na przeszkolenie w otoczeniu znanych orkiestr (pod opieką Pipe Major Ross). Pierwszy występ przed publicznością miał miejsce podczas przemarszu batalionu w Edynburgu, zaś oficjalnie stało się to w Forfar (wiosną 1945 roku) podczas wizytacji batalionu przez Premiera Arciszewskiego w asyście generałów Głuchowskiego, Glabisza i Maczka. Na powitanie Premiera, ku wielkiemu zaskoczeniu asystujących mu wyższych władz wojskowych, dudziarze zagrali Mazurka Dąbrowskiego, a później towarzyszyli – wzorcem szkockim – defiladzie batalionu przed honorowymi gośćmi.
Kapelmistrzem orkiestry liczącej ok. 15 osób był Halajda. Zachowały się nazwiska niektórych członków: Tadeusz Polmanski (przezywany "Józefański") i Wacław Schroeder. Instrumenty muzyczne znajdują się dzisiaj w Muzeum Wojska Polskiego w Londynie, a także w Muzeum Wojska Polskiego w Warszawie (przekazane w 1961 roku.

## Piosenka batalionowa
Autorstwo piosenki było przypisywane Lwowiakowi Wiktorowi Budzyńskiemu. Przyjęto ja jako oficjalną piosenkę batalionową w okresie kiedy żołnierze przebywali w obozie namiotowym w Crawford.

Raz, naprzód, śmiało

Gdy piosenka wesoło brzmi,

Co nam zostało

W te szkockie deszczowe dni,

Troski niemało,

Zwątpienia z nich pada cień,

Trzeba piosnkę mieć by śmiało

Przeżyć dzisiaj dzień.
Gdy do namiotu pada deszcz na nos,

Czy pan szef wydziera się na głos,

Lub gdy do paki każą iść,

Nie trzeba tym się wcale gryźć.
Raz, naprzód, śmiało [...]
Gdy język łamiesz dziś na English speak,

Umiesz „I love you”, znasz miłosny trick,

Gdy very nice girl cię chce,

Pamiętaj o tym, że...
Raz, naprzód, śmiało [...]

## Odznaka batalionu / Pochodzenie nazwy "Kratkowane Lwiątka"
Znaczek batalionowy – postać szkockiego lwa (Lion Rampant) splecionego z cyfrą „2” na tle szkockiej kraty – był unikalnym symbolem utożsamienia się polskiego oddziału z krajem gospodarzy. Odznaka była wykonana z białego oksydowanego metalu. Cyfra „2” miała wielkość 25mm x 36mm, zaś tło tartanowe 30mm x 66mm. Ścięcie tkaniny pod kątem 45 stopni lewostronne, zostało zmienione na prawostronne w roku 1943. Zmiana wiązała się z błędnym wykonaniem zamówienia kolejnej partii odznak.
Pomysł odznaki zrodził się jesienią 1940 roku w obozie Killearn. Z inicjatywy zastępcy dowódcy batalionu ppłk dypl Zygmunta Moroziewicza powołano zespół któremu przydzielono zadanie wykonania projektu. W skład zespołu wchodzili: plut pchor Andrzej Madejski (architekt ze Lwowa), plut pchor Stefan Osiecki i por. Stefan Bogdanowicz. Płk Chruściel poparł inicjatywę i uzyskał stosowne zezwolenie od Naczelnego Wodza na jej używanie. Interweniował też u szefa heraldyki szkockiej Lord Lyon King of Arms o prawo do użycia kolorów królewskiego tartanu Royal Stuart. Wybór tych barw miał w założeniu podkreślać powiązania klanu Stuartów z rodziną Sobieskich.
Rozkazem z 4 listopada 1940 roku Naczelny Wódz zatwierdził projekt odznaki, o czym oficjalnie ogłoszono 13 listopada. Uroczyste nałożenie odznak żołnierzom batalionu odbyło się 1 grudnia po mszy świętej polowej i przemówieniach dowódców brygady i batalionu. W dniu 3 stycznia 1941 roku powołano komisję w składzie: kpt Stanisław Stefański, ppor Stefan Zalewski, ppor Antoni Popek, asp. Stanisław Luksemburg i sierż. pchor dr Ludwik Bar w celu opracowania regulaminu noszenia odznaki, który następnie został formalnie zatwierdzony przez dowódcę batalionu 12 lutego 1941 roku.
Odznaka batalionowa spowodowała, że tak batalion jak i żołnierze do niego należący zwani byli powszechnie – „Kratkowane Lwiątka” (ang. "Tartan Lions"). Unikalna odznaka, duma batalionu, była czasami zwana przez żołnierzy innych oddziałów pogardliwie „osiołkiem”.

## Obsada personalna
Obsada personalna 2 batalionu strzelców/grenadierów w latach 1940–1947

Dowódcy batalionu
- płk Bronisław Chruściel (1940-41)
- ppłk dypl. Jan Leśniak (1941 - 7 V 1943 → Sztab Naczelnego Wodza[3])
- mjr Stefan Chaszczyński (od 7 V 1943)
- ppłk piech. Fidelis Włodarski (od 25 V 1943[4])
- ppłk Stefan Chaszczyński (do 1947)

Zastępcy dowódcy
- mjr Stefan Chaszczyński (do 8 V 1943 → dowódca 2 bg[5])
- mjr Stanisław Michułko

Oficerowie
- adiutant – por. Stanisław Radziwon
- oficer wywiadowczy – por. Gołąbek Mieczysław
- oficer płatnik – kpt. Nycz Antoni
- dowódca plutonu łączności – ppor. Stępień Jan
- lekarz – por. dr Piskorski
- oficer opieki – ppor. Chyliński Władysław
- oficer oświatowy - por. dr Ludwik Bar (do 5 III 1943 → PSP[6])
- kapelan – ks. Orszulik
- dowódca kompanii dowodzenia -
- dowódca kompanii broni wsparcia – kpt. Alojzy Kuza
  - dowódca plutonu przeciwpancernego – por. Karol Skulina
- dowódca 1 kompanii -
- dowódca 2 kompanii -
- dowódca 3 kompanii -
- dowódca 4 kompanii – kpt. Antoni Ruschill

## Znaki rozpoznawcze
- Patki – granatowe z pąsową (szkarłatną[7])żyłką
- Otoki: granatowe
- Znaczki batalionowe: lew spleciony z cyfrą 2 na tle szkockiej kraty Royal Stuart Tartan. Nosili je na beretach po lewej stronie (czołowe miejsce zajmował polski orzełek).
- Znaki na wozach: czarna cyfra   55  na czerwonym tle

## Koło Byłych Żołnierzy 2 Batalionu Grenadierów
Koło Byłych Żołnierzy 2 Batalionu Grenadierów "Kratkowane Lwiątka" powołano do życia 15 maja 1948 roku z inicjatywy S. Radziwona i S. Chaszczyńskiego.
Rolą koła miało być podtrzymywanie więzi koleżeńskich byłych towarzyszy broni oraz pielęgnowanie tradycji batalionu.
Pierwszego sekretarzem Koła  był J. Włodarczyk, po jego wyjeździe do USA (1952), obowiązki przejął S. Radziwon. Koło nie wykazywało dużej aktywności w czasie kiedy żołnierze po demobilizacji musieli ciężko pracować by utrzymać przy życiu własne rodziny. Po osiągnięciu stabilizacji zawodowej, pojawiła się idea zaktywizowania działalności.
Pierwszy zjazd w  listopadzie 1961 (Edynburg) nakreślił ramy działania organizacji
i powołał do życia biuletyn informacyjny – „Wiadomości”.
Kolejne zjazdy odbywały się regularnie co 2 lata”: 1963 (Sheffield) i 1965 (Edynburg). Zarząd wybrany na pierwszym zjeździe pozostawał bez większych zmian:
- Stanisław Radziwon – Prezes (w 1965 zrzekł się stanowiska, zastąpiony przez M. Blankenstein)
- A. Piotrowicz, T. Heinrich,  S. Błaszczak, K. Skulina, M. Blankenstein, M. Gołąbek i L. Polinski – czł. zarządu.

Na zjeździe w 1967 (Edynburg) doszło do zjednoczenia Koła Grenadierów z dotychczas działającym niezależnie Kołem Komandosów. Koło zmieniło nazwę na „Koło Kratkowanych Lwiątek i Komandosów, Byłych Żołnierzy 2 Baonu Grenadierów, Samodzielnej Kompanii Commando i 2 Baonu Komandosów Zmotoryzowanych”.
Wybory powołały nowe władze Koła:
- Maciej Zajączkowski – Prezes
- M. Blankenstein,  A. Czyński, T. Heinrich, A. Kent, A. Piotrowicz, S. Radziwon, Z. Sadowski  – czł. zarządu

Kolejne zjazdy odbywały się w Edynburgu: 1969 i 1971, skład zarządu pozostawał niezmienny (S. Afeltowicz zamienił zmarłego S. Radziwona).
W czasie zjazdu w  Nottingham (1973) byłym komandosom nadano własny sztandar. Na nowe pozycje wiceprezesów wybrano S. Afeltowicza i H. Higesbergera. Do zarządu zostali dodani: Tadeusz Monsior, Glanowski, Grzesiczek i Korołyk.. Wysokie odznaczenia państwowe dostali : Zajączkowski, Monsior i Radziwon (pośmiertnie) – Krzyże Kawalerskie Orderu Polonia Restituta; Blankenstein, Glanowski, Heinrich, J. Jedwab, Sadowski, Piotrowicz, Korołyk i Kamyczek – Srebrne Krzyże Zasługi (wręczał gen. Stanisław Kuniczak – oficjalny wysłannik Prezydenta R.P.)
Następne zjazdy miały miejsce w 1975 (Sheffield), 1978 (Kircaldy) oraz 1980 (Nottingham). Wielu członków Koła otrzymywało w tym okresie wysokie odznaczenia: Order Polonia Restituta: gen. Chaszczynski, Higersberger; Krzyże Zasługi (Złote i Srebrne): Glanowski, Greśko, Korołyk, Gierszewski, Licht, Dubieniec, Williams.
Przez te lata prezesem pozostawał niezmiennie M. Zajączkowski.
Pomimo że duża część weteranów odeszła, w końcu lat 70. Koło liczyło ciągle 350 członków.
[brak danych o aktywności Koła w następnych latach, chociaż potwierdzony jest fakt odbycia się zjazdów w 1992 i 1996 (obydwa w Nottingham)].

## Biuletyn informacyjny Koła Grenadierów
Jednym z sukcesów pierwszego zjazdu (1961) była decyzja o rozpoczęciu wydawania kwartalnika „Wiadomości”, który nawiązywał swą nazwą do biuletynu informacyjnego wydawanego podczas wojny (pod redakcja Marka Święcickiego). Pierwszym redaktorem mianowany został A. Piotrowicz, od 1963 roku obowiązki redaktora przejął S. Błaszczak. Następni redaktorzy: S. Radziwon (1965-1970) i M. Zajączkowski (1971-198_ brak dokładnej informacji) nadali pismu bardzo profesjonalny wygląd. Wraz ze zjednoczeniem Koła Grenadierów z Kołem Komandosów (1967) organy prasowe obu organizacji „Wiadomości” i „Wypad” zostały połączone i nowe wydanie "Wiadomości" nr. 23, pomimo niezmienionej nazwy, było połączeniem obu biuletynów, zaś numer 26 nosił już tytuł „Wiadomości – Wypad”. Tytuł ten otrzymał się do końca istnienia organizacji.
W okresie szczytowym kwartalnik wydawany był w nakładzie 350 sztuk i był rozsyłany do członków dawnego batalionu mieszkających w różnych częściach świata (ok 100 egzemplarzy poza Wielką Brytanię). Do Polski "Wiadomości" nie docierały, a próba przewiezienia roczników do Biblioteki Narodowej zakończyła się konfiskatą materiałów przez służby celne. [brak informacji o latach 1980–1987]. Ostatnie znane wydanie „Wiadomości-Wypad” to numer 109 z lipca 1996 roku pod redakcją J. Greśko (ten sam redaktor pokazany był już w numerze 94 z 1987 roku).
Jedyną znaną instytucją mającą w swych zbiorach cały komplet biuletynów jest Biblioteka Polska POSK w Londynie.